# Punkt kompensacyjny świetlny
Punkt kompensacyjny świetlny – (niekiedy punkt zrównoważenia fotosyntezy i oddychania) – natężenie światła, przy którym równoważą się procesy pobierania (fotosynteza) i wydzielania dwutlenku węgla (oddychanie komórkowe, fotooddychanie) przez rośliny. Roślina nie wydziela ani nie pobiera CO2. 